# Ringpellia
Ringpellia (Pellia neesiana) är en bladmossart som först beskrevs av Carl Moritz Gottsche, och fick sitt nu gällande namn av Karl Gustav Limpricht. Enligt Catalogue of Life ingår Ringpellia i släktet pellior och familjen Pelliaceae, men enligt Dyntaxa är tillhörigheten istället släktet pellior och familjen Pelliaceae. Arten är reproducerande i Sverige. Inga underarter finns listade i Catalogue of Life.

## Bildgalleri

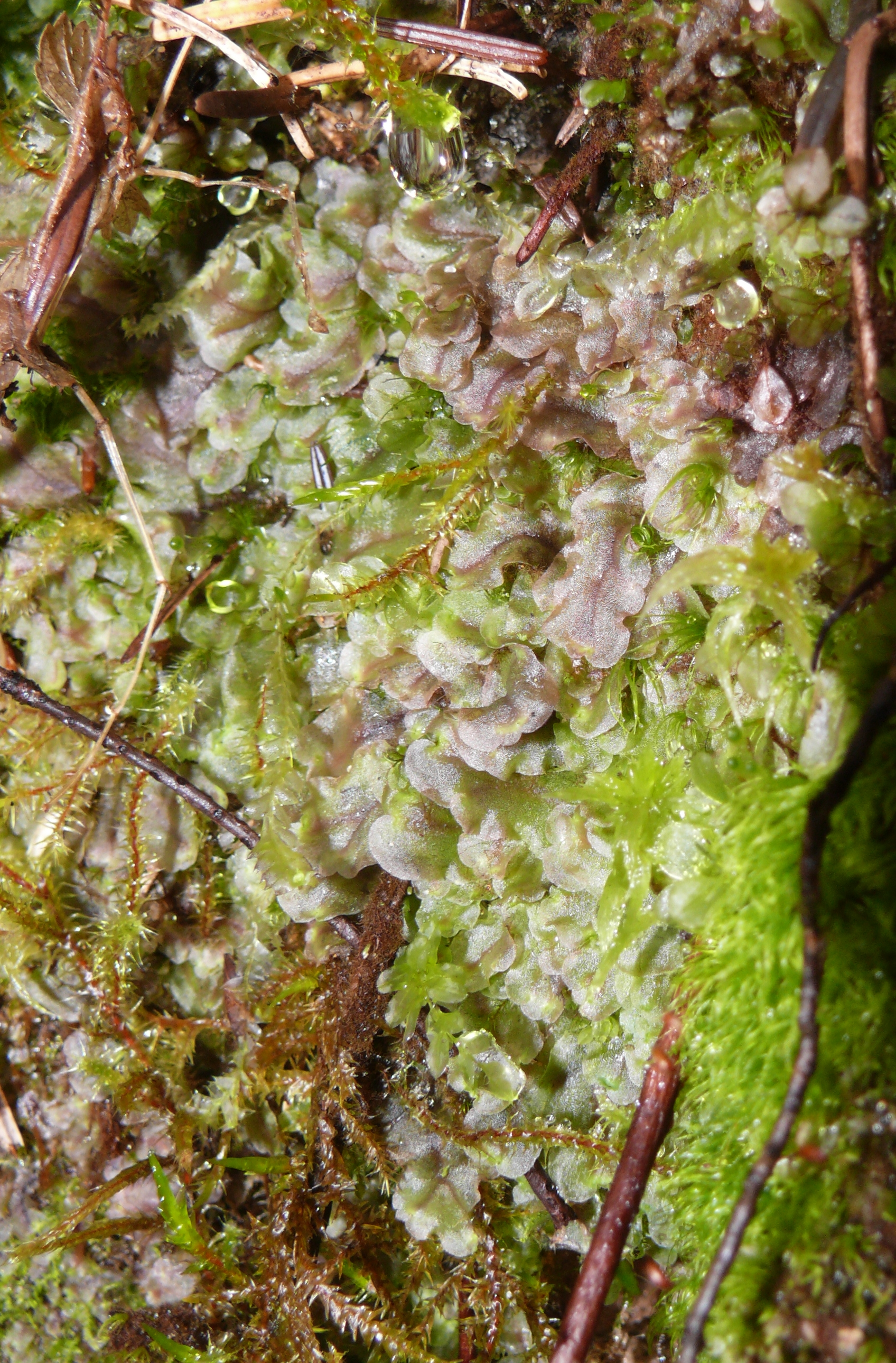
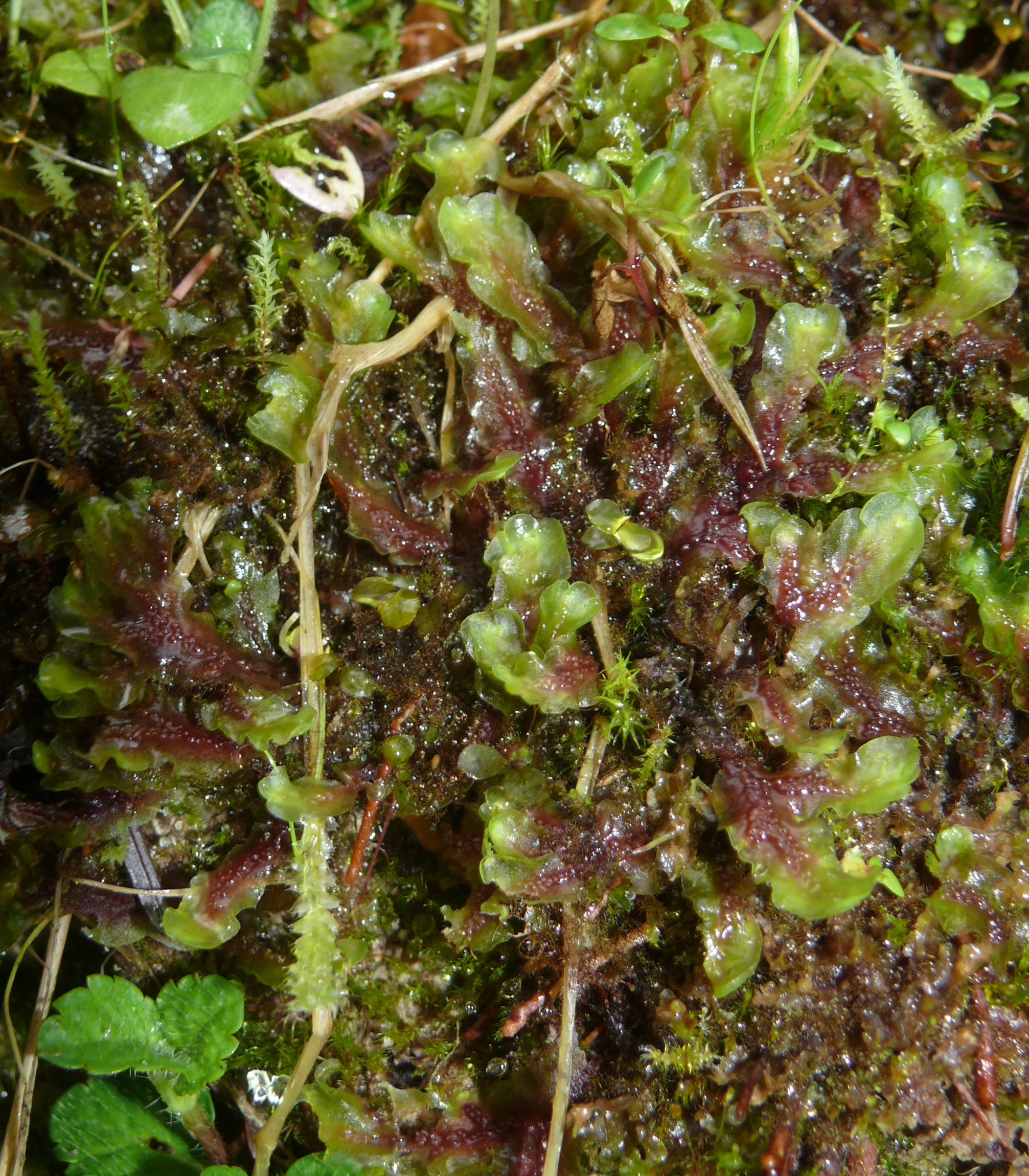
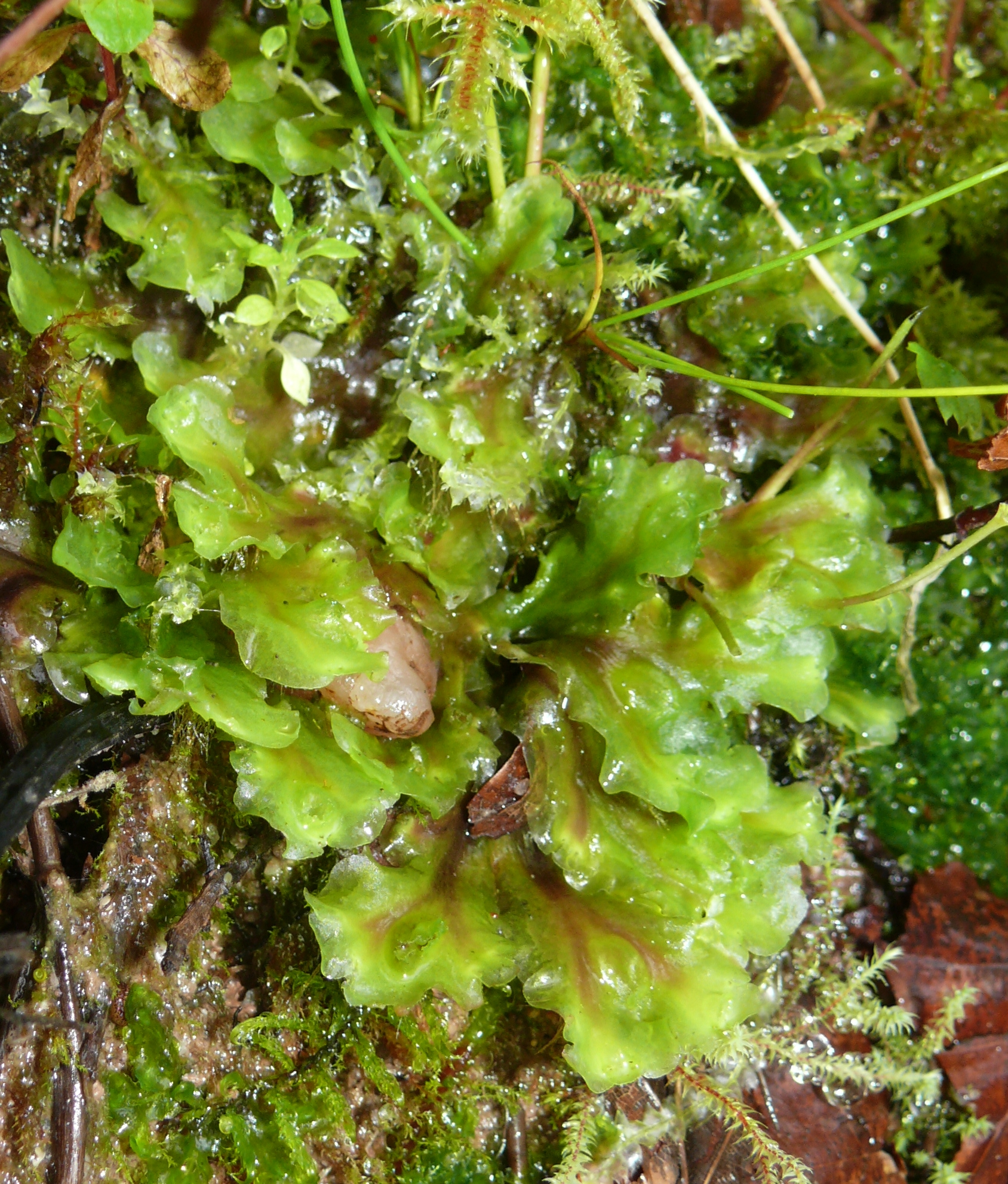